# Amblypsilopus baoshanus
Amblypsilopus baoshanus är en tvåvingeart som beskrevs av Yang 1998. Amblypsilopus baoshanus ingår i släktet Amblypsilopus och familjen styltflugor. Inga underarter finns listade i Catalogue of Life.